# Iñaki Irazabalbeitia

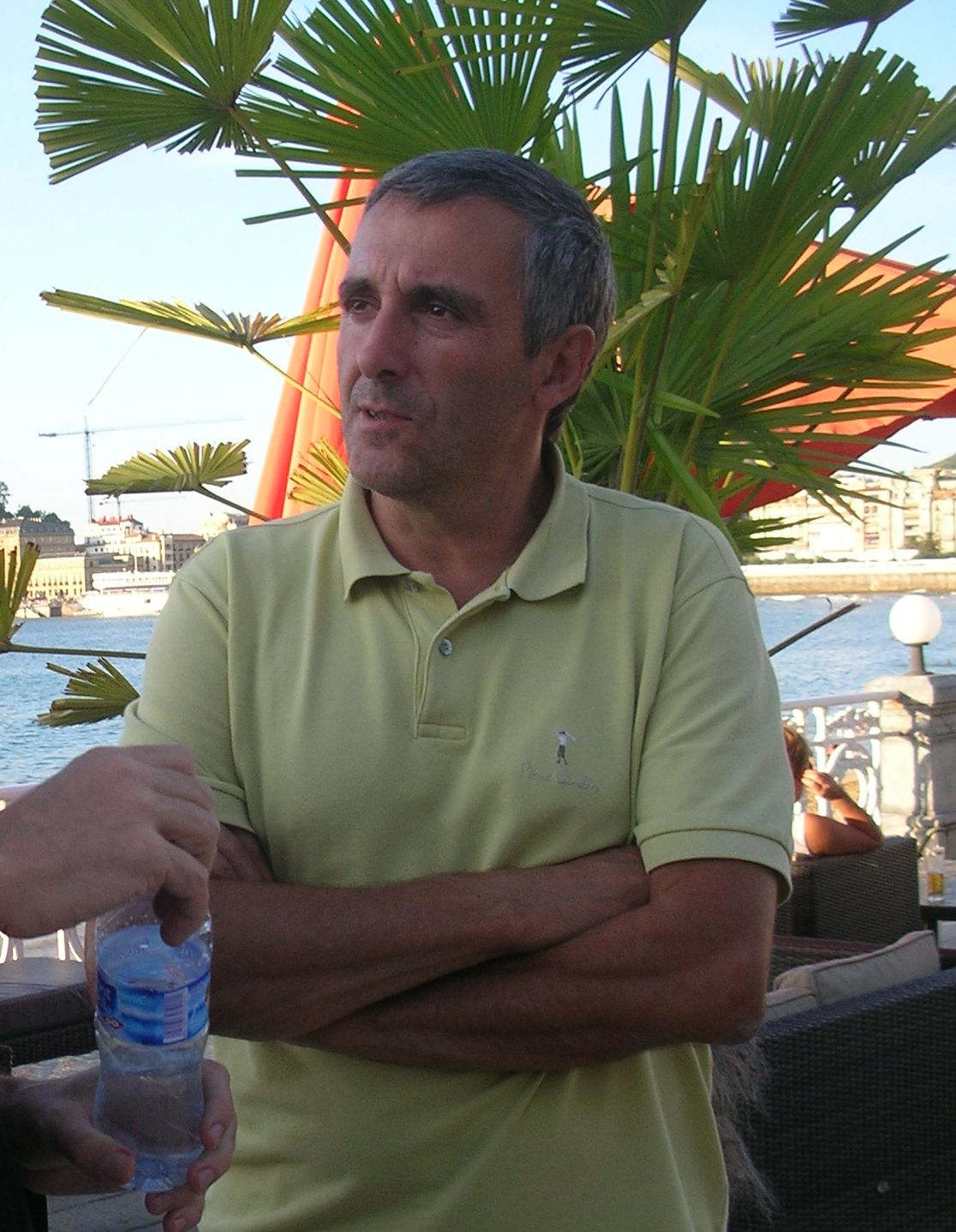
Iñaki Irazabalbeitia

Iñaki Irazabalbeitia Fernández (* 1. August 1957 in Donostia-San Sebastián) ist ein baskischer Politiker der Aralar.

## Leben
In seiner Studienzeit arbeitete er als wissenschaftlicher Mitarbeiter für Chemie an der Universität des Baskenlandes. In diesem Fach erhielt er zunächst das Diplom, später folgte seine Promotion. Danach war er Herausgeber der Zeitschrift Elhuyar Zientzia Eta Teknologia und der Enzyklopädie Elhuyar, später gehörte er dort der Abteilung für Lexikografie an. Von 1996 bis 2003 war er Geschäftsführer und Generaldirektor von Elhuyar. Nach einer kurzen Phase als Direktor der Ingenieurschule IMH übte er von 2006 bis 2011 das Amt des Geschäftsführers der Eleka Ingeniaritza Linguistikoa. Darüber hinaus gehört er der Real Academia de la Lengua Vasca seit 2003 als korrespondierendes Mitglied an.
Bei seiner Partei Aralar war er einige Zeit lang als stellvertretender Generalkoordinator tätig. 2011 zog er in den Stadtrat von Tolosa ein. Am 11. Juli 2013 rückte er im Rahmen eines Rotationsprinzips für die ausgeschiedene Ana Miranda Paz in das Europäische Parlament nach. Dabei übernahm er ihre Mitgliedschaften im Petitionsausschuss, im Ausschuss für regionale Entwicklung und den Delegationen für die Beziehungen zur Mercosur und der gemischten parlamentarischen Versammlung zwischen der Europäischen Union und Südamerika.